# Ex chiesa di Santo Spirito e Santa Maddalena
La ex chiesa di Santo Spirito e Santa Maddalena (o auditorium Francesco Cavalli) è stata una chiesa di culto cattolico di Crema, ora sconsacrata.

## Storia
Sebbene la chiesa in oggetto sia stata costruita nel XVI secolo, le origini vanno fatte risalire al 1277 quando i fratelli Alberto e Ottobono Bombelli fondarono l'Ospedale di Santo Spirito. La tenuta dell'ospedale era a cura di frati detti volgarmente "della Barba", religiosi della Casa della Carità dell'Ordine di Santo Spirito e residenti presso la chiesa di Santa Maddalena dove professavano la carità e la cura degli infermi. Lo storico locale Francesco Sforza Benvenuti ipotizzava che questi frati appartenessero all'ordine dei sacerdoti regolari di Santo Spirito in Sassia, un'istituzione fondata nel 1204 da papa Innocenzo III e si ignora fino a quale anno risiedettero a Crema.
Nel 1497 su decisione del Consiglio Generale fu fondato l'Ospedale di Santa Maria Stella, un'istituzione laica che ebbe, quale conseguenza, la perdita della funzione assistenziale da parte degli istituti religiosi che si sarebbero così occupati del solo sostegno spirituale.
La chiesa di Santo Spirito e Santa Maddalena fu costruita a partire dal 1511 fino al 1521 come si rileva in una targa incorniciata posta sopra il portale, oggi pressoché illeggibile, ma che nel 1963 Guido Verga poté ancora decifrare a fatica:
La mano progettuale della chiesa non è stata individuata con certezza. Se nel supplemento dedicato a Crema della serie Le cento città d'Italia si citava quale autore Vincenzo Civerchio, il già citato Guido Verga parlava apertamente di Donato Bramante in un complesso saggio pubblicato nel 1963 sul quotidiano La Provincia; tuttavia, gli storici più recenti, pur riscontrando l'influenza del maestro marchigiano, hanno valutato l'intervento di Agostino De' Fondulis di cui è nota anche l'attività di architetto. Lo si attesterebbe, in via indiretta, dal documento di commissione di un Compianto sul Cristo morto in terracotta da collocarsi proprio nella chiesa, nel quale si viene a sapere di un suo coinvolgimento nel cantiere. Altri indizi sarebbero certe analogie tra l'edificio e il Santuario della Madonna della Misericordia a Castelleone, progettato da De' Fondulis nel 1513.
La chiesa di Santa Maddalena e il convento di Santo Spirito furono unificati in un unico ente affidato alla fine del 1589 al Terzo Ordine Regolare di San Francesco, i cui frati eressero anche un piccolo chiostro ancora esistente.
Chiesa e convento furono soppressi nel 1810; la chiesa fu adibita a scuola, quindi venduta nel 1837 alla famiglia Vimercati Sanseverino che l'adibì dapprima a teatro, quindi negli anni venti del XX secolo a sede del cinema Olimpia, divenne in seguito magazzino di legna e carbone, quindi di frutta e verdura.
I Vimercati acquisirono anche il Compianto di Agostino De' Fondulis e nel 1838 lo fecero trasferire presso la Pieve di Palazzo Pignano.
Verso la fine degli anni settanta il Comune di Crema e la proprietà Vimercati stipularono una convenzione per l'uso gratuito dell'edificio. Lo stesso comune di Crema operò interventi di restauro usufruendo delle agevolazioni prevista dalla Legge 285/1977. All'interno nel nuovo auditorium intitolato a Francesco Cavalli furono allestiti un palco e circa 150-180 posti a sedere; l'inaugurazione avvenne giovedì 1º maggio 1980; vi si tennero fin da subito manifestazioni teatrali, mostre di ogni genere, convegni e concerti, sebbene l'aula manifestò fin da subito problemi seri di acustica L'ultimo evento registrato negli archivi dei giornali risale all'anno 2000; dalla cessazione del comodato l'ex chiesa è chiusa e priva di una qualsiasi funzione pubblica.

## Descrizione
La chiesa è visibile solo per due lati con la facciata rivolta a oriente su piazza Trento e Trieste, quasi oscurata dal Mercato Austro-Ungarico, e il lato sud parallelo a via Aurelio Buso. È interamente in mattone a vista.
La facciata è divisa in tre parti da quattro lesene con capitelli corinzi che poggiano su alte basi.
Il portale centrale è sopravanzato da un fregio, dalla lapide dedicatoria in cornice elaborata e da un rosone con un complesso profilo in cotto "a lumachella" e protetto da un gocciolatoio.
Al livello del rosone, sulle due parti laterali, si trovano due nicchie intonacate all'interno; sopra ogni nicchia è posto un oculo cieco, sotto, invece, è collocata una cartella rettangolare simile a quella della lapide dedicatoria. Il tutto è racchiuso in un'area rettangolare leggermente incavata rispetto alla muro della facciata.
Le lesene sostengono un'alta trabeazione sopra la quale si staglia il timpano triangolare con, al centro, una nicchia vuota e ai lati due oculi ciechi che si raccordano alla base della trabeazione tramite delle volute in muratura. Altri due oculi si trovano alle estremità laterali del timpano, in prossimità delle lesene che sostengono la cornice dei due salienti anticipate da un ornamento a dentell i.
Le prime due campate della parete sud sono divise da lesene simili a quelle della facciata e presentano, ognuna, due finestre, rettangolare in basso e circolare in alto. Alla seconda campata si apre anche il semplice portale laterale. Segue il finto transetto, di poco sporgente rispetto alla parete laterale e molto più basso, aperto da alcune monofore.
Sopra l'aula, al centro dove si incrocia con i finti transetti, si trova un tamburo ottagonale con pinnacolo ora chiuso ma che, si ipotizza, un tempo contesse una campana. Il pinnacolo è chiuso da un cupolino in rame.
L'interno non è visitabile.

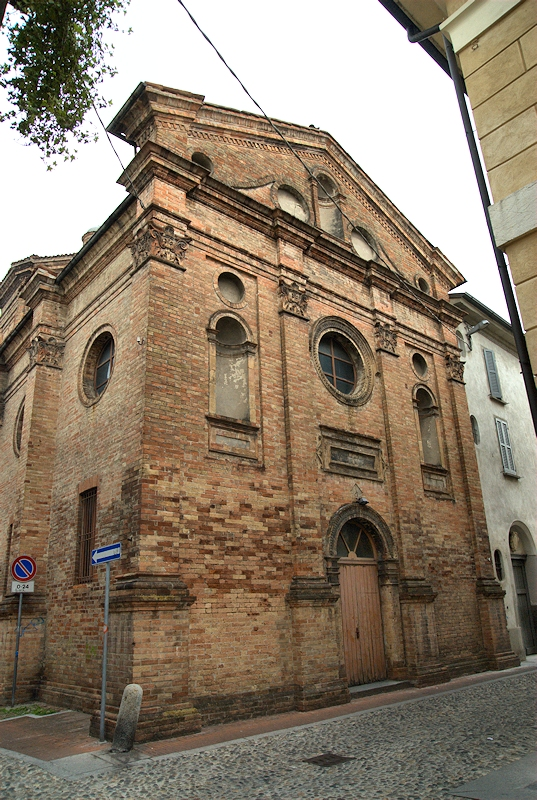
La facciata
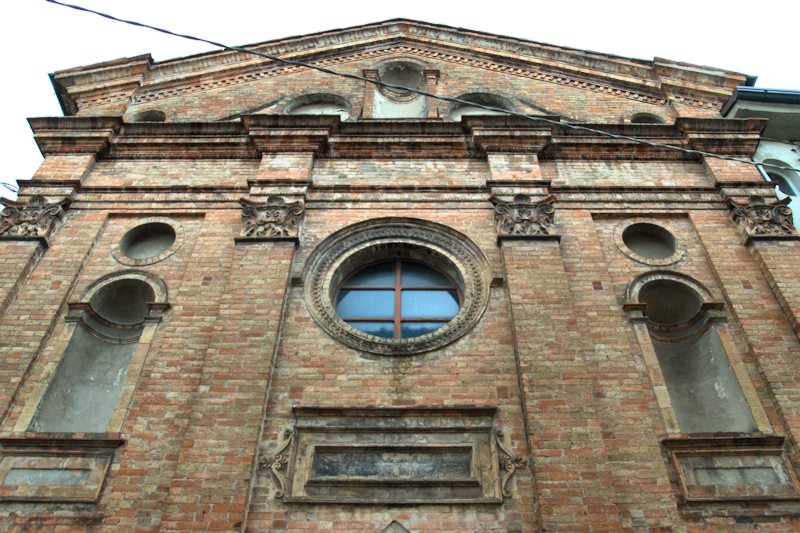
La parte alta della facciata e il timpano
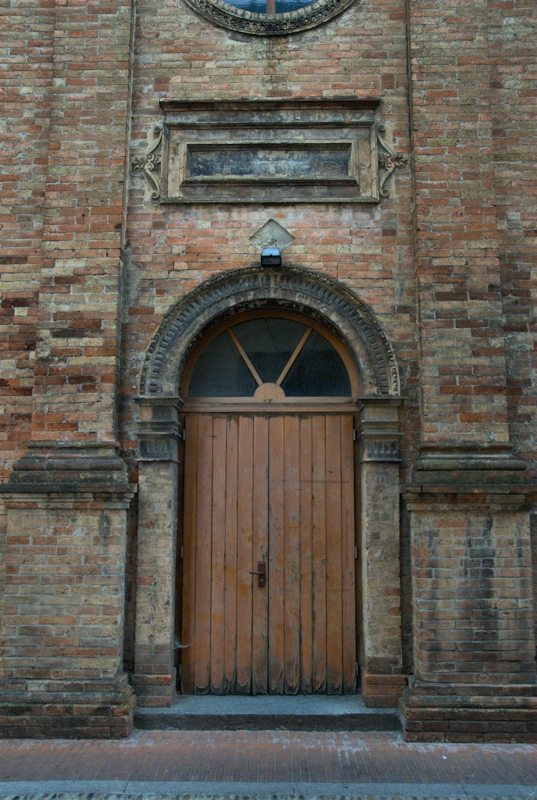
Il portale